# Raíz (álbum)
Raíz es un álbum de estudio en conjunto de las cantantes Lila Downs, Niña Pastori y Soledad Pastorutti lanzado el 1 de abril de 2014 por el sello RCA Records. Raíz debutó en la posición número cinco en iTunes. El primer sencillo del álbum, «La raíz de mi tierra», fue lanzado el 25 de febrero de 2014 a través de VEVO.
Raíz tuvo dos nominaciones al Latin Grammy "Mejor álbum folclórico y Mejor disco del año". Finalmente el 20 de noviembre de 2014 Raíz fue ganador del Latin Grammy por mejor álbum folclórico. Fue nominado a los Grammy Awards 2015 en la categoría de Best Latin Pop Album.

## Antecedentes
Años atrás Soledad Pastorutti junto a Afo Verde comenzaron a gestar un proyecto para llevar la música de raíz en español. Se buscaba combinar la música de tres países, interpretada por artistas que representaran el folklore de sus respectivos pueblos. Fue por esta razón que se pensó en Lila Downs, Niña Pastori y Soledad Pastorutti, que desde muy jóvenes han sido reconocidas en este género. En el 2013 se concretó este proyecto y prácticamente durante todo el año se trabajó en él.

## Producción
En agosto de 2013, Soledad viaja a México para grabar Raíz. En su producción, cada una de las cantantes aportó una lista de canciones con las cuales el público las había identificado a lo largo de su carrera; la selección final fue el resultado de la opinión compartida. Así quedaron 16 canciones que muy claramente las representan, que van con ellas y con su tierra, pero que ahora le pertenecen a las tres, pues las han hecho propias sin importar el origen.
En cuanto a producción trabajaron con dos respetados expertos en la música: Aneiro Taño y Julio Jiménez “Chaboli”, mientras que Paul Cohen colaboró profundamente en varios de los arreglos, logrando armonías, melodías, estilos, acordes y elementos musicales tradicionales combinados con sonidos actuales. Gil Pinzón también tuvo su participación en este disco. “Raíz” se realizó entre Argentina, España y México, pero fue especialmente en este último país, donde las artistas se reunieron para grabar las voces en el histórico estudio de Sony Music.
El 25 de febrero de 2014 se presentó mundialmente el primer corte de difusión: "La Raíz de Mi Tierra". El disco "Raíz" sale a la venta el 1 de abril de 2014.
El 11 de noviembre de 2014 se presentó el segundo corte de difusión: «Que nadie sepa mi sufrir».

## Lista de canciones
| Raíz  |                            |                                                                                         |                       |          |  |
| N.º   | Título                     | Escritor(es)                                                                            | Productor(es)         | Duración |  |
| 1.    | «La raíz de mi tierra»     | Julio Jimenéz Chaboli Lila Downs María Rosa García García Paul Cohen Soledad Pastorutti | Julio Jimenéz Chaboli | 4:13     |  |
| 2.    | «Que nadie sepa mi sufrir» | Enrique Dizeo Ángel Cabral                                                              | Aneiro Taño           | 3:51     |  |
| 3.    | «Chacarera para mi vuelta» | Federico Marcelo Ferreyra Onofre Paz                                                    | Chaboli               | 3:12     |  |
| 4.    | «La maza»                  | Silvio Rodríguez                                                                        | Chaboli               | 3:50     |  |
| 5.    | «El día que me quieras»    | Alfredo Le Pera Carlos Gardel                                                           | Taño                  | 4:12     |  |
| 6.    | «Cumbia del mole»          | Downs Cohen                                                                             | Taño                  | 3:01     |  |
| 7.    | «Agua de rosas»            | Downs Cohen                                                                             | Chaboli               | 3:21     |  |
| 8.    | «Sodade»                   | Amandio Cabral Luis Morais                                                              | Chaboli               | 3:50     |  |
| 9.    | «Puede ser»                | Chaboli García García                                                                   | Taño                  | 3:29     |  |
| 10.   | «Zapata se queda»          | Downs Cohen                                                                             | Taño                  | 4:30     |  |
| 11.   | «Tren del cielo»           | Alejandro Lerner Ignacio Elisavetsky Jorge Alfano                                       | Taño                  | 3:31     |  |
| 12.   | «Válgame Dios»             | Chaboli García García                                                                   | Chaboli               | 3:46     |  |
| 13.   | «Y para qué»               | Chaboli García García                                                                   | Taño                  | 4:07     |  |
| 14.   | «Como será»                | Gustavo Santander Kike Santander                                                        | Chaboli               | 3:37     |  |
| 15.   | «Dime quién soy yo»        | Chaboli García García                                                                   | Chaboli               | 4:26     |  |
| 16.   | «Tierra de luz»            | Chaboli                                                                                 | Chaboli               | 4:44     |  |
| 61:40 |                            |                                                                                         |                       |          |  |

## Cortes de difusión
1. «La raíz de mi tierra»
2. «Que nadie sepa mi sufrir»

## Reconocimientos
| Año  | Organización           | Categoría                                   | Resultado | Ref.  |
| ---- | ---------------------- | ------------------------------------------- | --------- | ----- |
| 2014 | Premios Grammy Latinos | Álbum del año                               | Nominado  | [ 5 ] |
| 2014 | Premios Grammy Latinos | Mejor álbum folclórico                      | Ganador   | [ 5 ] |
| 2015 | Premios Carlos Gardel  | Mejor álbum instrumental/fusión/World Music | Nominado  | [ 6 ] |
| 2015 | Premios Grammy         | Mejor álbum de pop latino                   | Nominado  | [ 7 ] |

## Posicionamiento en listas
| Listas (2014)                       | Mejor posición |
| ----------------------------------- | -------------- |
| Argentina (CAPIF)                   | 4              |
| Estados Unidos (Heatseekers Albums) | 33             |
| Estados Unidos (Latin Pop Albums)   | 6              |
| Estados Unidos (Top Latin Albums)   | 11             |
| España (PROMUSICAE)                 | 13             |
| México (AMPROFON)                   | 1              |

| Listas (2014)     | Mejor posición |
| ----------------- | -------------- |
| México (AMPROFON) | 52             |